# Maurice Mac-Nab
Maurice Mac-Nab, né à Vierzon, au château de Fay, le 4 janvier 1856 et mort à Paris le 25 décembre 1889, est un poète satirique et chansonnier français.

## Biographie

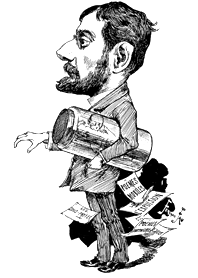
Caricature de Maurice Mac-Nab par Fernand Fau.

Il appartient à une famille d'origine écossaise. Son arrière-grand-père, Édouard Mac Nab (1740-1814), s'installe en France et est à l'origine de la branche française ; il est garde du corps de Louis XV, puis s'établit à Sancerre par son mariage ; il échappe de peu à la guillotine sous la Terreur et devint conseiller général du Cher sous l'Empire. Son grand-père, Alexandre (1781-1852), est sous-préfet de Sancerre et épouse en 1810 Marie-Rose de Francières, originaire de Vierzon, où sa famille possède le château de Fay, à l'ouest de la ville. Son père, Édouard (1811-1885), est un temps maire de Vierzon-Villages. C’est dans ce château de Fay que naît Maurice, après son frère jumeau Donald, aînés d'une fratrie de cinq enfants ; c'est là qu’il apprend à lire et à écrire, au sein d’une famille cultivée, et qui fréquentait, selon Stéphane Branger, « des socialistes révolutionnaires. Toutes ces idées progressistes allaient baigner l’enfance de Maurice et l’influencer plus tard. » Mais il est aussi décrit comme plutôt conservateur par François Caradec.
Maurice Mac-Nab continue ses études avec son jumeau au petit séminaire de La Chapelle-Saint-Mesmin, dirigé alors par Mgr Félix Dupanloup, évêque d'Orléans.
Il est plus tard employé des Postes et le reste jusqu'à la fin de sa vie, c'est son gagne-pain. Il est spirite et bègue (ce qui ne l'empêchera pas d'interpréter ses chansons).
Il commence à chanter ses œuvres au café de l'Avenir place Saint-Michel dans le quartier latin de Paris où il fait partie des Hydropathes. Il se produit ensuite au cabaret du Chat noir à Montmartre, où il déclame ses « chansons-réclames ». Il y remporte un grand succès avec sa chanson L'Expulsion, écrite à l'occasion du vote de la loi de juin 1886 qui interdit aux prétendants au trône de France d'entrer ou résider dans le pays. Mac-Nab parodie à cette occasion les invectives censées être proférées par les anarchistes. Mais, c'est en 1887 avec Le Grand métingue du Métropolitain (musique de Camille Baron), qu'il connaît la célébrité. Dans cette chanson il fait parler un ouvrier révolutionnaire ivre, conduit au poste à l'issue d'une altercation avec un mouchard dans un meeting du « Métropolitain  », qui n'a rien à voir avec le métro qui n'existe pas encore alors en France, mais probablement avec une salle de réunions publiques, syndicales et associatives à Lille. « Curieusement, peut-on lire dans l'édition 1981 de Cent ans de chanson française, l'aventure de ce poivrot, plus propre à inspirer un Daumier qu'un Lénine, aura un grand succès chez les militants révolutionnaires. On l'entend encore aujourd'hui lors de certaines manifestations. ». Mac-Nab fut le créateur du genre « en bois »[À expliciter].
De santé fragile, Mac-Nab, est tuberculeux (on dit alors phtisique). Il part en 1888 à Cannes pour se soigner pendant quelques mois, tout en gardant son emploi de postier à mi-temps. De retour à Paris, après avoir écrit une « thèse médicale », parodique bien sûr, « Thèse pour le doctorat du mal aux cheveux et de la gueule de bois » soutenue à la « Faculté de Montmartre », Mac-Nab meurt à l'hôpital Lariboisière le 25 décembre 1889. Il est inhumé aux côtés de son oncle maternel Achille Penfentenyo de Cheffontaines au cimetière du Père-Lachaise (49e division).

## Honneurs
Il reçoit les Palmes académiques de l'époque impériale.
Le théâtre de Vierzon, sa ville natale, porte le nom de Théâtre Mac-Nab, ainsi qu'une des rues de la ville.
En 1940, sa chanson [Laquelle] sera toujours là pour donner l'air au Gala du prisonnier (Paroles d'un prisonnier français)[À expliciter.]
Depuis le temps qu'on frottait leurs gonzesses,
Qu'on se couchait ousqu'ils s'étaient couchés,
On s'était dit : Pour qu'il y ait tant de fesses,
Faut-il qu'il y ait, quand même, des prisonniers.[Où se trouvent ces vers ?]

## Œuvres
- Poèmes mobiles (1886)[10]
- Poèmes incongrus (1891)[11]
- Chansons du Chat noir (1890)[12], publication posthume[13].